# 안톤 발터

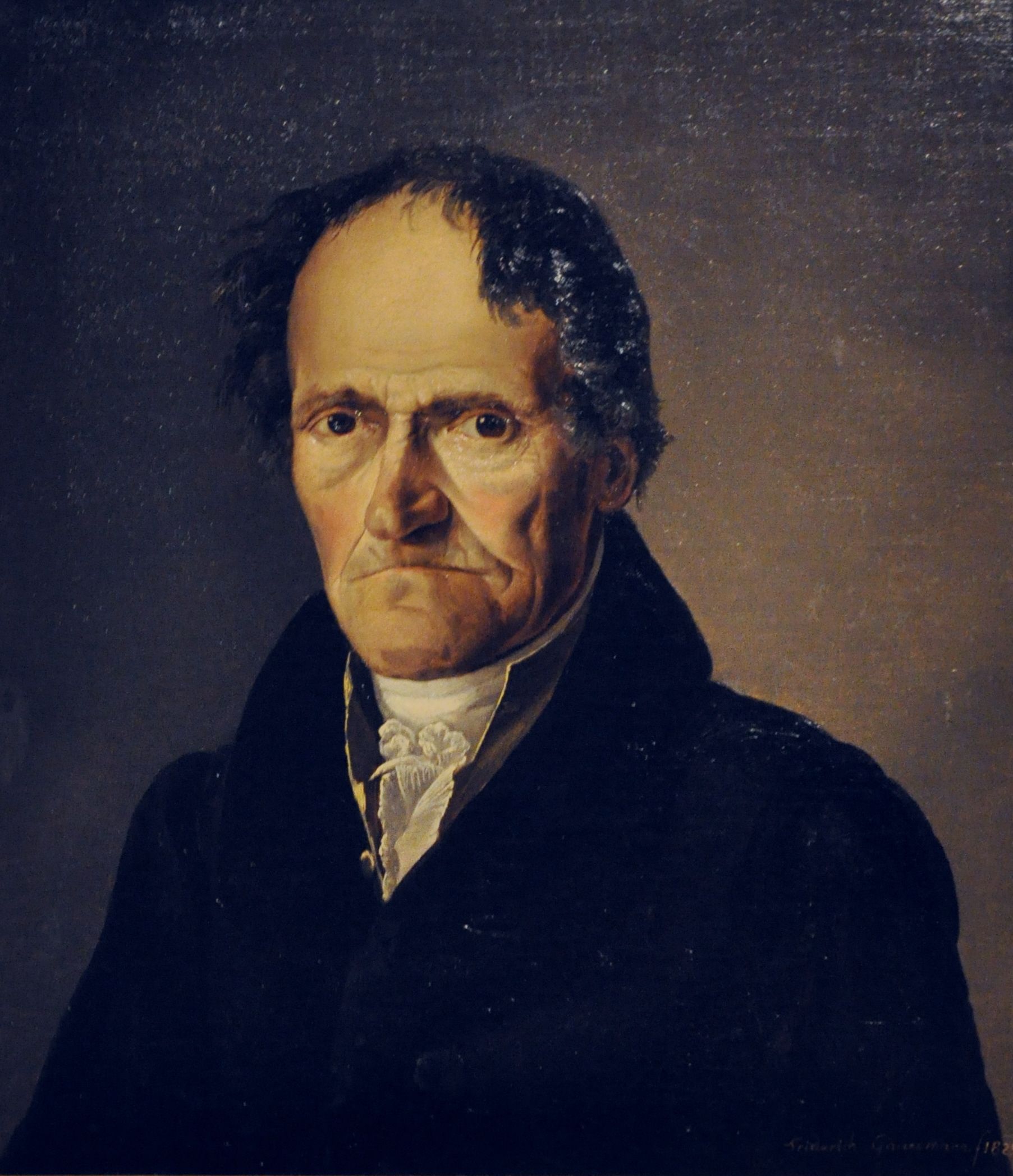

안톤 발터 (1752년 2월 5일 – 1826년 4월 11일)는 피아노 제작자이다. 그로브 음악 및 음악가 사전은 그를 "그 시대의 가장 유명한 비엔나 피아노 제작자"로 묘사한다.
발터는 독일의 노이 하우젠 안녕히 서재 Fildern에서 태어났다. 그는 1780년에 비엔나로 이주했으며 1790 년에는 임페리얼 로얄 상공 회의소 오르간 빌더 및 악기 메이커의 지위를 받았다. 1800년에 그는 약 20명의 노동자를 고용했다. 그해에 그는 그의 의붓 아들 조셉 Schöffstoss에 의해 회사에 합류했고 피아노는 "안톤 발터와 손"( "그리고 아들")이라는 레이블이 붙게되었다. 마지막으로 살아남은 발터 피아노는 1825년으로, 그리고 그는 다음 해에 죽었다.
발터는 액션에 백 체크를 추가하여 해머가 위아래로 튀는 것을 방지함으로써 비엔나 피아노 메카닉 디자인을 개선했다. 이 혁신은 발터 시대에 다른 비엔나 제조업체에 의해 채택되었다. 발터 피아노를 사용하는 작곡가 중에는 베토벤, 모차르트 및 하이든이 있다.

## 모차르트의 악기
볼프강 아마데우스 모차르트는 1782년 경에 발터 피아노를 구입하여 그의 경력에서 가장 중요한 단계 중 하나인 그의 성숙한 피아노 협주곡의 작곡과 매우 성공적인 초연에 사용했다.
약 1800 년 (9년 후) 모차르트의 죽음 이후 이 악기는 발터 회사에 의해 상당히 수정 된 것으로 보인다. 그것은 오늘날 살아남아 잘츠부르크에 보관되어 있다. 이전에는 밀라노에서 모차르트의 아들 칼의 재산이었다.
발터 포르테 피아노는 필립 벨트, 로드니 Regier, 폴 맥 널티 및 크리스토퍼 클라크과 같은 현대 포르테 피아노 제작자가 만든 악기의 모델로 자주 사용된다.